# Rhodochlora rufaria
Rhodochlora rufaria là một loài bướm đêm trong họ Geometridae.